# Aidas Viskontas
Aidas Viskontas (Kretinga, 21 maggio 1986) è un cestista lituano.